# Bộ Chính trị Đảng Cộng sản Trung Quốc khóa IX

### Đại hội Đảng Cộng sản Trung Quốc lần thứ 9
| Đại hội Đảng Cộng sản Trung Quốc lần thứ 9 (1969) | Đại hội Đảng Cộng sản Trung Quốc lần thứ 9 (1969) | Đại hội Đảng Cộng sản Trung Quốc lần thứ 9 (1969)                                                                                             | Đại hội Đảng Cộng sản Trung Quốc lần thứ 9 (1969)                        |
| Thứ tự                                            | Tên                                               | Chức vụ Đảng và Nhà nước | Ghi chú khác                                                             |
| ------------------------------------------------- | ------------------------------------------------- | --- | ------------------------------------------------------------------------ |
| 1                                                 | Mao Trạch Đông                                    | Chủ tịch Đảng, Chủ tịch Quân ủy Trung ương | Ủy viên thứ 1 Ban thường vụ Bộ Chính trị                                 |
| 2                                                 | Lâm Bưu                                           | Phó Chủ tịch Đảng,Phó Thủ tướng,Bộ trưởng Bộ Quốc phòng                                                                                       | Ủy viên thứ 2 Ban thường vụ Bộ Chính trị Mất năm 1971 khi đang tại nhiệm |
| 3                                                 | Diệp Quần                                         | Phó Tổ trưởng Tiểu ban Văn cách Toàn quân | vợ của Lâm Bưu Mất năm 1971 khi đang tại nhiệm                           |
| 4                                                 | Diệp Kiếm Anh                                     | Phó Chủ tịch Hội nghị Chính trị Hiệp thương Nhân dân Toàn quốc                                                                                |                                                                          |
| 5                                                 | Lưu Bá Thừa                                       | Phó Ủy viên trưởng Ủy ban Thường vụ Đại hội Đại biểu Nhân dân Toàn Quốc                                                                       |                                                                          |
| 6                                                 | Giang Thanh                                       | Phó Tổ trưởng Tiểu ban Văn Cách Trung ương, Cố vấn Tiểu ban Văn cách Toàn quân                                                                |                                                                          |
| 7                                                 | Chu Đức                                           | Ủy viên trưởng Ủy ban Thường vụ Đại hội Đại biểu Nhân dân Toàn Quốc                                                                           |                                                                          |
| 8                                                 | Hứa Thế Hữu                                       | Thứ trưởng Bộ Quốc phòng,Tư lệnh Quân khu Nam Kinh                                                                                            |                                                                          |
| 9                                                 | Trần Bá Đạt                                       | Tổ trưởng Tiểu ban Văn Cách Trung ương | Ủy viên thứ 4 Ban thường vụ Bộ Chính trị                                 |
| 10                                                | Trần Tích Liên                                    | Tỉnh trưởng Liêu Ninh |                                                                          |
| 11                                                | Lý Tiên Niệm                                      | Phó Thủ tướng,Bộ trưởng Bộ Tài chính,Phó chủ nhiệm Ủy ban Kế hoạch Nhà nước                                                                   |                                                                          |
| 12                                                | Lý Tác Bằng                                       | Chính ủy Hải quân Quân Giải phóng Nhân dân |                                                                          |
| 13                                                | Ngô Pháp Hiến                                     | Tư lệnh Không quân Quân Giải phóng Nhân dân                                                                                                   |                                                                          |
| 14                                                | Trương Xuân Kiều                                  | Ủy viên Quân ủy Trung ương,Chính ủy kiêm Bí thư Quân khu Nam Kinh Chủ nhiệm Ủy ban Cách mạng,Chính ủy Quân Giải phóng Nhân dân tại Thượng Hải |                                                                          |
| 15                                                | Khâu Hội Tác                                      | Tổng cục trưởng Tổng cục Hậu cần |                                                                          |
| 16                                                | Chu Ân Lai                                        | Chủ tịch Hội nghị Chính trị Hiệp thương Nhân dân Toàn quốc                                                                                    | Ủy viên thứ 3 Ban thường vụ Bộ Chính trị                                 |
| 17                                                | Diêu Văn Nguyên                                   | Thành viên Tổ Văn Cách Trung ương,Bí thư Thượng Hải                                                                                           |                                                                          |
| 18                                                | Khang Sinh                                        | Phó Ủy viên trưởng Ủy ban Thường vụ Đại hội Đại biểu Nhân dân Toàn Quốc,Cố vấn tiểu Tổ Văn Cách Trung ương                                    | Ủy viên thứ 5 Ban thường vụ Bộ Chính trị                                 |
| 19                                                | Hoàng Vĩnh Thăng                                  | Tổng tham mưu trưởng Quân Giải phóng Nhân dân                                                                                                 |                                                                          |
| 20                                                | Đổng Tất Võ                                       | Phó chủ tịch nước |                                                                          |
| 21                                                | Tạ Phú Trị                                        | Ủy viên Quân Ủy Trung ương,Bí thư Thị ủy kiêm Chính ủy Quân khu Bắc Kinh                                                                      | Mất tháng 3 năm 1972 khi đang tại nhiệm                                  |
| Ủy viên Dự khuyết                                 |                                                   | |                                                                          |
| Thứ tự                                            | Tên                                               | Chức vụ Đảng và Nhà nước | Ghi chú khác                                                             |
| 1                                                 | Kỉ Đăng Khuê                                      | Phó Chủ nhiệm Ủy ban Cách mạng tỉnh Hà Nam → Chính ủy Quân khu Bắc Kinh Bí thư Tỉnh ủy Hà Nam                                                 |                                                                          |
| 2                                                 | Lý Tuyết Phong                                    | Phó Ủy viên trưởng Ủy ban Thường vụ Đại hội Đại biểu Nhân dân Toàn Quốc,Chủ nhiệm ủy ban Cách mạng Hà Bắc,Chính ủy Quân khu tỉnh Hà Bắc       |                                                                          |
| 3                                                 | Lý Đức Sinh                                       | Chủ nhiệm Tổng cục Chính trị Quân Giải phóng Nhân dân                                                                                         |                                                                          |
| 4                                                 | Uông Đông Hưng                                    | Chủ nhiệm Văn phòng Trung ương |                                                                          |